# Дом Пачаджи
Дом Пачаджи (укр. Будинок Пачаджі) — памятник архитектуры местного значения в г. Бахчисарай, Республика Крым. Находится на балансе Бахчисарайского историко-культурного заповедника. Расположен в центре города, недалеко от железнодорожного вокзала. Миниатюрная копия дома хранится в Бахчисарайском парке миниатюр (1:25).

## История
Дом принадлежал купцу второй гильдии, почётному гражданину города Бахчисарая, меценату и общественному деятелю Дмитрию Ильичу Пачаджи. Участок, где был возведён дом, принадлежал семье Спиранди и располагался в то время в пригороде Бахчисарая — Эски-юрте. Построен в 1908 году, достроен в 1910. Архитектором был городской архитектор Бахчисарая К.А. Табурин.
В 1924—1926 годах здание национализировали и передали Бахчисарайскому отделу здравоохранения. Некоторое время здесь располагался роддом, затем городская санэпидемстанция.
С 1998 года дом заброшен и находится в аварийном состоянии.

## Описание
Здание построено в начале XX века в модернистском стиле с элементами классической восточной архитектуры. Здание двухэтажное, имеет цокольный этаж, стены декорированы разнообразными эркерными выступлениями и растительным орнаментом, на первом этаже — также рустованные. Фасад асимметричный, окна прямоугольные, украшенные барельефной лепниной, угловые элементы второго этажа рустованные. Карниз под крышей украшен линией кронштейнов и большими дентикулами.
Главный вход расположен справа от центральной оси фасада и имеет вид квадратной в плане башни-мезонинна двух колоннах. На втором этаже мезонина расположен небольшой балкон, декорированный резьбой, над балконным окном — картуш с буквой «П» и растительным орнаментом. Над балконом возвышается квадратная башня, украшенная арочными окнами (по три с каждой стороны) в декоративном обрамлении. Входные двери украшены сложной резьбой. Первоначально здание имело три входа — главный с юго-восточной стороны, второй — с северо-восточного, третий — с южного.
В левой части фасада, на втором этаже расположена застекленная мансарда, украшенная небольшим куполом в восточном стиле, со шпилем и флюгером с датой «1908».
В интерьере дома сохранились некоторые элементы, в частности, оконный витраж.